# Centro Noreste de Estados Unidos
El Centro Noreste de Estados Unidos es una de las nueve divisiones de los Estados Unidos reconocidas por la Oficina del Censo de los Estados Unidos.
La división está formada por cinco estados: Illinois, Indiana, Míchigan, Ohio, y Wisconsin. Es una de las dos divisiones utilizadas para categorizar la región geográfica del país conocida como "Medio Oeste". La otra división es el Centro Noroeste. La región está cercana a la zona del Territorio del Noroeste, a excepción de una parte de Minnesota.
El Centro Noreste está muy identificado con el Rust Belt, aunque este último también abarca el norte del estado de Nueva York y el oeste de Pensilvania. Otros nombres alternativos para la división son la Región de los Grandes Lagos (aunque esta denominación se refiere con más frecuencia a todos los estados y a la provincia canadiense que bordean los grandes lagos, por lo tanto incluidos Nueva York, Pensilvania, Minnesota y Ontario), y la "Costa Norte". La ciudad de Chicago es la más grande de la división.

## Estados
| Estado    | 2009 est.       | Sup. tierra | Densidad   |
| --------- | --------------- | ----------- | ---------- |
| Illinois  | 12.910.409 (1º) | 55.583 (2º) | 231.2 (2º) |
| Indiana   | 6.423.113 (4º)  | 35.866 (5º) | 176.9 (4º) |
| Míchigan  | 9.969.727 (3º)  | 56.803 (1º) | 177.3 (3º) |
| Ohio      | 11.542.645 (2º) | 40.948 (4º) | 280.0 (1º) |
| Wisconsin | 5.654.774 (5º)  | 54.310 (3º) | 103.1 (5º) |

|    | Ciudad                     | Población 2008 |
| -- | -------------------------- | -------------- |
| 1  | Chicago, Illinois          | 2.853.114      |
| 2  | Detroit, Míchigan          | 912.062        |
| 3  | Indianapolis, Indiana      | 798.382        |
| 4  | Columbus, Ohio             | 754.885        |
| 5  | Milwaukee, Wisconsin       | 604.447        |
| 6  | Cleveland, Ohio            | 433.748        |
| 7  | Cincinnati, Ohio           | 333.336        |
| 8  | Toledo, Ohio               | 293.201        |
| 9  | Fort Wayne, Indiana        | 251.591        |
| 10 | Madison, Wisconsin         | 231.916        |
| 11 | Akron, Ohio                | 207.510        |
| 12 | Grand Rapids, Míchigan     | 193.396        |
| 13 | Aurora, Illinois           | 171.782        |
| 14 | Rockford, Illinois         | 157.272        |
| 15 | Dayton, Ohio               | 154.200        |
| 16 | Joliet, Illinois           | 146.125        |
| 17 | Naperville, Illinois       | 143.117        |
| 18 | Warren, Míchigan           | 133.939        |
| 19 | Sterling Heights, Michigan | 127.160        |
| 20 | Springfield, Illinois      | 117.352        |
| 21 | Evansville, Indiana        | 116.309        |
| 22 | Ann Arbor, Míchigan        | 114.386        |
| 23 | Peoria, Illinois           | 114.114        |
| 24 | Lansing, Míchigan          | 113.968        |
| 25 | Flint, Míchigan            | 112.900        |
| 26 | Elgin, Illinois            | 106.330        |
| 27 | South Bend, Indiana        | 103.807        |
| 28 | Green Bay, Wisconsin       | 101.025        |
| 29 | Gary, Indiana              | 98.715         |
| 30 | Kenosha, Wisconsin         | 96.950         |

| 1  | Chicago, IL-IN-WI    | 9.580.567 |
| 2  | Detroit, MI          | 4.403.437 |
| 3  | Cincinnati, OH-KY-IN | 2.171.896 |
| 4  | Cleveland, OH        | 2.091.286 |
| 5  | Columbus, OH         | 1.801.848 |
| 6  | Indianápolis, IN     | 1.743.658 |
| 7  | Milwaukee, WI        | 1.559.667 |
| 8  | Dayton, OH           | 835.063   |
| 9  | Grand Rapids, MI     | 778.009   |
| 10 | Akron, OH            | 699.935   |